# يانيس مرجي
يانيس مرجي (بالفرنسية: Yanis Merdji)‏ (29 أكتوبر 1993 في فرنسا - ) هو لاعب كرة قدم فرنسي في مركز الهجوم.

## روابط خارجية
- يانيس مرجي على موقع قاعدة بيانات كرة القدم.إي يو (الإنجليزية)
- يانيس مرجي على موقع ليكيب (الفرنسية)
- يانيس مرجي على موقع Soccerway.com (الإنجليزية)